# (24809) 1994 TW3
1994 تي دابليو 3 (ويعرف أيضًا باسم (24809) 1994 تي دابليو 3 وفق تسمية الكوكب الصغير) (بالإنجليزية: 1994 TW3)‏ هو كويكب ضمن حزام الكويكبات؛ وترتيبه 24809 من حيث الاكتشاف.
اكتُشف هذا الجُرم الفلكي بواسطة اليانور إف. هيلين في 8 أكتوبر 1994.

## وصلات خارجية
- (24809) 1994 TW3 في قاعدة بيانات مختبر الدفع النفاث لأجرام النظام الشمسي الصغيرة

- الاكتشاف · مخطط المدار ·  العناصر المدارية · المعلمات المادية

- (24809) 1994 TW3 على موقع ويكي سكاي: DSS2, SDSS, GALEX, IRAS, Hydrogen α, X-Ray, Astrophoto, Sky Map, Articles and images